# Liste von Filmen zum Thema Bundeswehr
Die Liste von Bundeswehrfilmen führt Spielfilme und Dokumentationen rund um das Thema Bundeswehr auf.
| Filmtitel                                                           | Land | Jahr      | Regisseur                                    | Anmerkung |
| ------------------------------------------------------------------- | ---- | --------- | -------------------------------------------- | --- |
| Himmel, Amor und Zwirn                                              | D    | 1960      | Ulrich Erfurth                               | Spielfilm |
| Barras heute                                                        | D    | 1963      | Paul May                                     | Spielfilm |
| Die Kompanie der Knallköppe                                         | D    | 1971      | Rolf Olsen                                   | Spielfilm |
| Unternehmen Manöver                                                 | D    | 1972      | Peter Rosinski                               | NDR-Dokumentation                                                                                             |
| Lilli – die Braut der Kompanie                                      | D    | 1972      | Hubert Frank                                 | Spielfilm |
| Hau drauf, Kleiner                                                  | D    | 1974      | May Spils                                    | Spielfilm |
| Hauptmann Kreutzer                                                  | D    | 1977      | Klaus Emmerich                               | Spielfilm |
| Planübung                                                           | D    | 1977      | Wolfgang Petersen                            | Fernsehfilm                                                                                                   |
| Tatort: Das stille Geschäft                                         | D    | 1977      | Jürgen Roland                                | NDR-Fernsehfilm                                                                                               |
| Das Ding                                                            | D    | 1978      | Ulrich Edel                                  | ZDF-Zweiteiler                                                                                                |
| Tatort: Freund Gregor                                               | D    | 1979      | Jürgen Roland                                | NDR-Fernsehfilm                                                                                               |
| Beim Bund                                                           | D    | 1981      | Ulrich Stark, Claus Peter Witt, Frank Guthke | ZDF-Serie |
| Tatort: Der Schläfer                                                | D    | 1983      | Jürgen Roland                                | NDR-Fernsehfilm                                                                                               |
| Nicht von schlechten Eltern                                         | D    | 1992–1996 | –                                            | ARD-Serie |
| Die Friedensmission – 10 Stunden Angst                              | D    | 1997      | Jörg Grünler                                 | Fernsehfilm ProSieben                                                                                         |
| Die Rettungsflieger                                                 | D    | 1997–2007 |                                              | ZDF-Fernsehserie                                                                                              |
| JETS – Leben am Limit                                               | D    | 1999–2001 |                                              | ProSieben-Fernsehserie                                                                                        |
| Die Todesfahrt der MS SeaStar                                       | D    | 1999      | Mark von Seydlitz                            | |
| Der Bunker – Eine todsichere Falle                                  | D    | 1999      | Hans Horn                                    | Actionthriller                                                                                                |
| Kampfschwimmer – Von der Ausbildung einer Elitetruppe               | D    | 2000      | –                                            | ARD-exclusiv Dokumentation                                                                                    |
| Keiner sieht sie kommen – Die geheime Elitetruppe der Bundeswehr    | D    | 2001      | –                                            | ARD-exclusiv Dokumentation über das Kommando Spezialkräfte                                                    |
| Feldtagebuch – Allein unter Männern                                 | D    | 2002      | Aelrun Goette                                | Dokumentarfilm                                                                                                |
| Das Kommando                                                        | D    | 2004      | Thomas Bohn                                  | Fernsehfilm SWR und arte                                                                                      |
| Streitkräfte im Einsatz – Sonja Zietlow bei der Bundeswehr          | D    | 2005      | Clemens Riha                                 | RTL Dokumentation                                                                                             |
| SOKO 5113 – Wehrlos                                                 | D    | 2005      | –                                            | |
| Allein unter Töchtern                                               | D    | 2007      | Oliver Schmitz                               | Fernsehfilm                                                                                                   |
| Mörderischer Frieden                                                | D    | 2007      | Rudolf Schweiger                             | |
| Kein Bund für’s Leben                                               | D    | 2007      | Granz Henman                                 | Komödie |
| Nacht vor Augen                                                     | D    | 2008      | Brigitte Bertele                             | Fernsehfilm SWR                                                                                               |
| Operation Afghanistan – Die Bundeswehr im Einsatz                   | D    | 2008      | –                                            | DMAX Dokumentation                                                                                            |
| Willkommen zu Hause                                                 | D    | 2008      | Andreas Senn                                 | SWR-Fernsehfilm                                                                                               |
| Morgen, ihr Luschen!                                                | D    | 2008      | –                                            | Komödie |
| Allein unter Schülern                                               | D    | 2009      | Oliver Schmitz                               | Fernsehfilm                                                                                                   |
| Die Feldjäger – Zwischen Münster und Afghanistan                    | D    | 2009      | –                                            | ARD-Festival Dokumentation über die Feldjäger                                                                 |
| Polizeiruf 110: Klick gemacht                                       | D    | 2009      | Stephan Wagner                               | ARD-Fernsehkrimi                                                                                              |
| Operation Nachwuchs – Spezialausbildung bei der Bundeswehr          | D    | 2009      | –                                            | Vox/Spiegel-TV-Dokumentation                                                                                  |
| Kongo                                                               | D    | 2010      | Peter Keglevic                               | ZDF-Fernsehdrama                                                                                              |
| Polizeiruf 110: Zapfenstreich                                       | D    | 2010      | Christoph Stark                              | ARD-Fernsehkrimi                                                                                              |
| An vordersten Fronten: Kriegsalltag in Afghanistan                  | D    | 2010      | –                                            | ARD-Reportage/Dokumentation                                                                                   |
| Kampf am Hindukusch – Der gefährliche Auftrag der Bundeswehr        | D    | 2010      | –                                            | kabeleins Abenteuer Leben-täglich Wissen Dokumentation                                                        |
| Krieg im Indianerland: Die Bundeswehr im Kundus                     | D    | 2010      | –                                            | N24-Dokumentation                                                                                             |
| Allein unter Müttern                                                | D    | 2011      | Oliver Schmitz                               | Fernsehfilm                                                                                                   |
| Stille Kämpfer: Mythos Kommando Spezialkräfte                       | D    | 2011      | –                                            | N24-Dokumentation                                                                                             |
| Kämpfen und Sterben am Hindukusch                                   | D    | 2011      | –                                            | N24 Reportage XXL Dokumentation                                                                               |
| Hindukusch und zurück – Ein Jahr im Leben zweier Bundeswehrsoldaten | D    | 2011      | Thomas Kasper und Georg Schmolz              | ARD-Dokumentation                                                                                             |
| So nah am Tod                                                       | D    | 2011      | –                                            | ARD-Dokumentation                                                                                             |
| Bundeswehrärzte in Afghanistan – Retten im Gefecht                  | D    | 2011      | –                                            | Sat 1 Focus TV-Dokumentation                                                                                  |
| Tatort: Heimatfront                                                 | D    | 2011      | Jochen Alexander Freydank                    | Fernsehfilm SR                                                                                                |
| Neue Vahr Süd                                                       | D    | 2011      | Hermine Huntgeburth                          | |
| Allein unter Nachbarn                                               | D    | 2012      | Oliver Schmitz                               | Fernsehfilm                                                                                                   |
| Tatort: Fette Hunde                                                 | D    | 2012      | Andreas Kleinert                             | WDR-Fernsehfilm                                                                                               |
| Willkommen im Krieg                                                 | D    | 2012      | Oliver Schmitz                               | Antikriegskomödie                                                                                             |
| Schutzengel                                                         | D    | 2012      | Til Schweiger                                | Kinofilm |
| Auslandseinsatz                                                     | D    | 2012      | Till Endemann                                | ARD-Fernsehfilm                                                                                               |
| SEK M – Die Seals von der Förde                                     | D    | 2012      | –                                            | N24-Dokumentation                                                                                             |
| Eine mörderische Entscheidung                                       | D    | 2013      | Raymond Ley                                  | ARD-Dokudrama zum Luftangriff bei Kundus                                                                      |
| Unser Krieg                                                         | D    | 2013      | –                                            | ZDFzeit-Dokumentation                                                                                         |
| Feldjäger – Spezialisten im Einsatz                                 | D    | 2014      | –                                            | NTV-Dokumentation                                                                                             |
| Zwischen Welten                                                     | D    | 2014      | Feo Aladag                                   | Filmdrama |
| Starfighter – Sie wollten den Himmel erobern                        | D    | 2015      | Miguel Alexandre                             | RTL-Fernsehfilm                                                                                               |
| Bella Block: Die schönste Nacht des Lebens                          | D    | 2015      | Andreas Senn                                 | ZDF-Krimi |
| Die Rekruten                                                        | D    | 2016      |                                              | Webserie, YouTube-Kanal der Bundeswehr im Rahmen der Nachwuchswerbung, Dokumentation über die Grundausbildung |
| Stiller Kamerad                                                     | D    | 2017      | Leonhard Hollmann                            | Dokumentarfilm                                                                                                |
| Die Uniformierten                                                   | D    | 2025      | Timon Ott                                    | Kurzfilm |